# 篠崎太一
篠崎 太一（しのざき たいち、1881年〈明治14年〉4月1日 - 1960年〈昭和35年〉8月22日）は、明治から昭和時代の政治家。神奈川県高座郡田名村長、相模原町長。

## 経歴
相模原に生まれる。1903年（明治36年）神奈川県師範学校卒業後、高座郡明治小学校、同郡上溝小学校訓導を経て、1912年（大正元年）同郡尋常高等大和小学校校長となる。1916年（大正5年）同郡座間小学校校長、1918年（大正7年）同郡上溝小学校校長を経て、1928年（昭和3年）高座郡田名村役場吏員となり、収入役、助役、村長を歴任した。1941年（昭和16年）町村合併により相模原町が成立するとその村長に選任され、1946年（昭和21年）10月まで在任した。その後、相模原町教育委員長として教育振興に尽力した。